# Водные объекты Сибая
Водные объекты Сибая — водоёмы естественного и искусственного происхождения, находящиеся на территории города Сибая.
По территории г. Сибай протекает три реки — Худолаз, Карагайлы и Камыш-Узяк. Все реки загрязнены, особенно Карагайлы. Есть пруд (Дом Рыбака), водохранилище, два хвостохранилища, озеро Худолаз (в посёлке Туяляс).
Худолаз, являющийся правым притоком р. Урал, протекает по восточной окраине и по посёлку Туяляс.
По территории города протекает р. Карагайлы, берущая начало в восточных предгорьях хребта Ирендык. Длина водотока составляет 28 км. Примерно в 10 км от истока река делится на два рукава, которые за пределами города впадают в р. Туяляс. Один из рукавов носит название Камыш-Узяк.
Источником водоснабжения городского округа город Сибай являются подземные воды у рек Кизил и Карагайла. Кизильский водозабор расположен в Кизильском районе Челябинской области, в пойме рек Большой Кизил в 5 км вверх по течению от села Кизильское и 12 км от города Сибай.
В зоне санитарной охраны водозаборов расположены карьер по добыче щебня, фермы для сельскохозяйственных животных, коллективные сады. В санитарно-защитной зоне Карагайлинского водозабора находятся жилые дома, сараи, кладбища старого и нового захоронения, мусоросвалка